# ريكي ديلون
ريكي ديلون (بالإنجليزية: Ricky Dillon)‏ هو يوتيوبي وكاتب أمريكي، ولد في 4 أبريل 1992 في كارولاينا الشمالية في الولايات المتحدة.

## وصلات خارجية
- ريكي ديلون على موقع ميوزك برينز (الإنجليزية)